# دايتشي أومي
دايتشي أومي (باليابانية: 梅井 大輝) (5 أكتوبر 1989 في فوكوي في اليابان – )؛ هو لاعب كرة قدم ياباني سابق كان يلعب كمدافع.

## وصلات خارجية
- دايتشي أومي على موقع رابطة كرة القدم اليابانية للمحترفين (اليابانية)
- دايتشي أومي على موقع قاعدة بيانات كرة القدم.إي يو (الإنجليزية)
- دايتشي أومي على موقع Soccerway.com (الإنجليزية)
- دايتشي أومي على موقع عالم كرة القدم.نت (الإنجليزية)